# بوب نيوتن
بوب نيوتن (بالإنجليزية: Bob Newton)‏ (23 نوفمبر 1956 بتشيسترفيلد في المملكة المتحدة - ) هو لاعب كرة قدم بريطاني في مركز الهجوم. لعب مع بورت فايل وستوكبورت كونتي ونادي بريستول روفيرز ونادي تشيسترفيلد ونادي هارتلبول يونايتد وهدرسفيلد تاون ونادي بوسطن يونايتد.

## وصلات خارجية
- بوب نيوتن على موقع قاعدة بيانات كرة القدم.إي يو (الإنجليزية)